# Agenzia Nazionale per le Nuove Tecnologie, l’Energia e lo Sviluppo economico sostenibile
Die Agenzia nazionale per le nuove tecnologie, l’energia e lo sviluppo economico sostenibile – ENEA (deutsch Nationale Agentur für neue Technologien, Energie und Nachhaltige Entwicklung) wurde in den 1960er Jahren vom Consiglio Nazionale delle Ricerche (kurz CNR, deutsch Nationaler Forschungsrat) als Anstalt öffentlichen Rechts ausgegliedert.
Die Organisation mit Sitz in Rom ist in den Sektoren Energie, Umwelt und Technologien tätig, mit dem Ziel, die Wettbewerbsfähigkeit und nachhaltige Entwicklung Italiens zu fördern. Die Hauptaufgaben liegen in der Förderung und Entwicklung der Grundlagen- und der angewandten Forschung und der technologischen Innovation.
1999 wurde ENEA grundlegend reformiert, um ihr eine größere Autonomie zu gewähren, damit sie selbst z. B. sog. Programmabkommen mit dem Innenministerium, dem MIUR und dem Umweltministerium abschließen kann. Die Entwicklung erneuerbarer Energien stellt einen wichtigen Anteil der gesamten Forschung dar. ENEA  verwaltet insgesamt neun Forschungszentren, mehrere Laboratorien und hat in Monte Aquilone eine experimentelle Anlage errichtet, in der insbesondere die photovoltaische Energie erforscht wird.

## Forschungszentren und Laboratorien
- Bologna Forschungszentrum
- Brasimone Forschungszentrum (in der Nähe von Bologna)
- Brindisi Forschungszentrum
- Casaccia Forschungszentrum (Rom)
- Faenza Laboratorium
- Frascati Forschungszentrum
- Ispra Laboratorium
- Portici Forschungszentrum
- Santa Teresa Forschungszentrum (Pozzuolo di Lerici, in der Nähe von La Spezia)
- Saluggia Forschungszentrum
- Trisaia Forschungszentrum (in der Nähe von Rotondella)